# Francesco Laurana

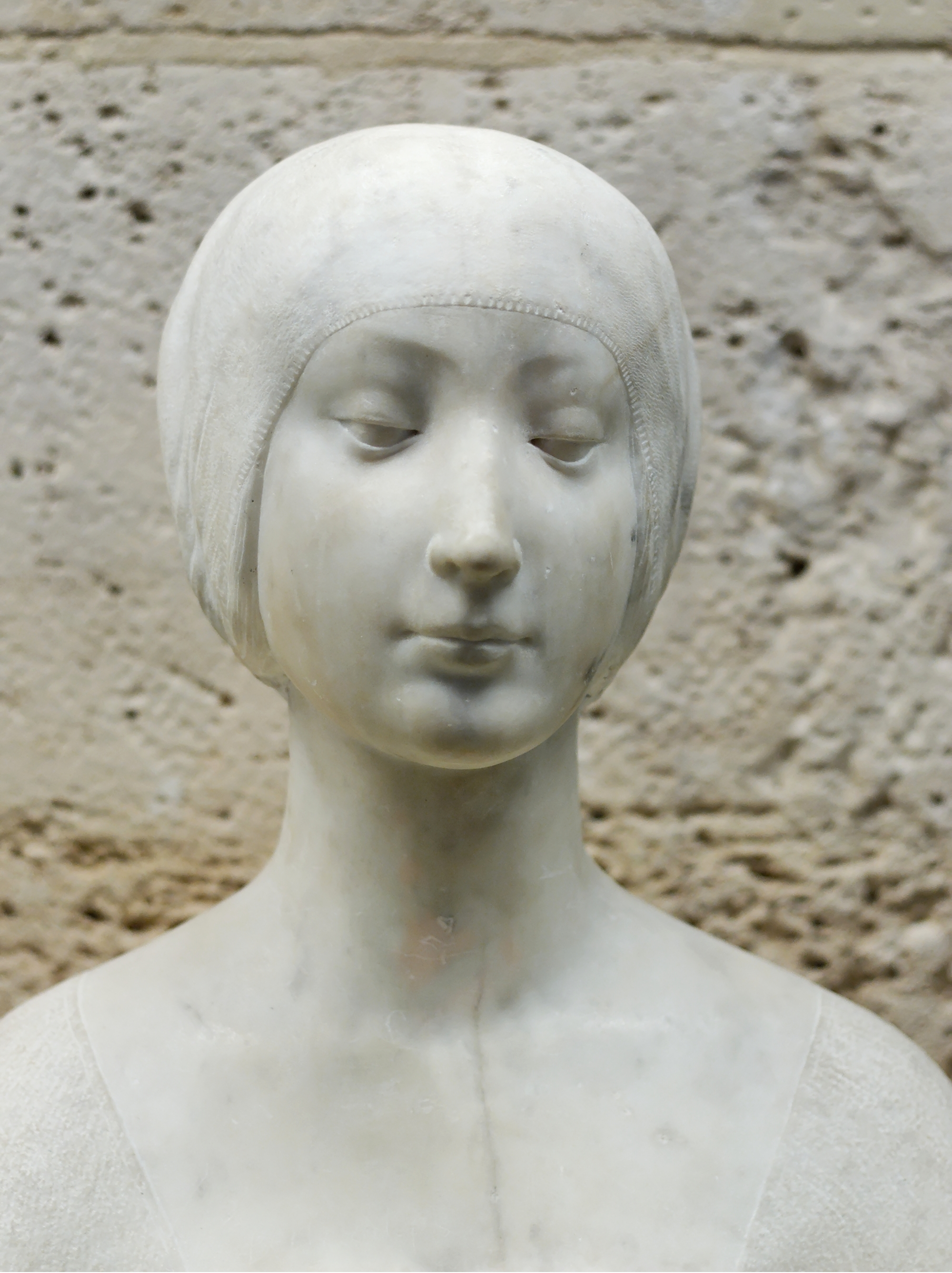
Buste van een prinses, Francesco Laurana, marmer, ca. 1471

Francesco Laurana, (ca. 1430 - vóór 12 maart 1502) was een in Dalmatië geboren beeldhouwer. In Kroatië was hij ook bekend als Frane Vranjanin.
Hij was een van de belangrijkste en meest complexe beeldhouwers van de 15e eeuw. Zijn beste werken ontstonden in de traditie van de ateliers waarbij verschillende kunstenaars samenwerkten. Vanaf de late 19e eeuw was er in het bijzonder voor zijn bustes een hernieuwde belangstelling en fascinatie. Zijn latere werk in Frankrijk vertoont invloeden van het noordelijk realisme dat afwezig was in het werk dat hij uitvoerde in Italië.

## Oeuvre
- Busto di nobildonna in gekleurd marmer (1487) -  Kunsthistorisches Museum in Wenen,
- Buste van Isabella van Aragón  -  Kunsthistorisches Museum in Wenen,
- Buste van Battista Sforza - Museum van Bargello in Florence,
- Retablo della salita al Calvario, retabel met de beklimming van de Calvarieberg - Saint-Didierkerk van Avignon,
- Graftombe van Giovanni Cossa - Sainte-Marthekerk in Tarascon,
- Monument ter dodenherdenking -  Charles du Maine, Le Mans,
- Graftombe van Pietro Speciale - Kerk van San Francesco d'Assisi te Palermo,
- Busto di giovanetto,
- Busto marmoreo di donna - The Frick Collection, New York.

- Bibliothèque nationale de France: cb144222225 (data)
- Gemeinsame Normdatei: 119129256
- International Standard Name Identifier: 0000 0000 8144 7779
- KulturNav: 3e438cb1-4116-4d78-b9e0-5d68f39c4558
- Library of Congress Control Number: nr88003342
- Nationale Bibliotheek van Tsjechië: osd2010555641
- Nationale bibliotheek van Australië: 35951619
- Nederlandse Thesaurus van Auteursnamen: 162645090
- RKD-Nederlands Instituut voor Kunstgeschiedenis: 48301
- Istituto Centrale per il Catalogo Unico: PALV039262
- SNAC: w6614vwj
- Système universitaire de documentation: 050568019
- Trove: 1160042
- Union List of Artist Names: 500019902
- Virtual International Authority File: 64708573
- WorldCat: E39PCjGRW3d7my9fTqcgRtdpvb